# Theo Hahn
Theo Hahn (* 3. Januar 1928 in Duisburg; † 12. Februar 2016 in Aachen) war ein deutscher Mineraloge und Kristallograph. Er war ab 1963 Lehrstuhlinhaber und Direktor des Instituts für Kristallographie an der RWTH Aachen.

## Leben
Hahn studierte Mineralogie und Kristallographie an der Universität Marburg und der Goethe-Universität Frankfurt am Main, wo er 1952 bei Herbert O´Daniel zum Dr. rer. nat. promoviert wurde (Dissertationsthema: Fluoberyllate als Modell für Silikate). Als Post-Doktorand war er vier Jahre am Massachusetts Institute of Technology bei Martin J. Buerger. Ab 1956 war er wieder in Frankfurt als Oberassistent am Mineralogischen Institut, wo er sich 1960 habilitierte (Habilitationsschrift: Methoden und Ergebnisse der exakten Kristallstrukturforschung), wobei er sich mit Computer-Methoden der Einkristall-Strukturbestimmung beschäftigte und wo er seine Lehrtätigkeit als Dozent begann. 1963 wurde er ordentlicher Professor für Kristallographie an der TH Aachen und Direktor des Instituts für Kristallographie. 1970 bis 1972 war er Dekan der Fakultät für Bergbau, Hüttenkunde und Geowissenschaften.
Er untersuchte Kristallstrukturen mit Röntgen- und Neutronenbeugung, wozu er eine Neutronenbeugungs-Forschungsgruppe am Forschungszentrum Jülich leitete. Hahn befasste sich vor allem mit der Kristallchemie von Oxiden, wie Silikate, Germanate, Sulfate, und gestopfte Tetraederverbindungen als Modelle von Silikaten. Außerdem befasste er sich mit Polymorphie und Zwillingsbildung. Er arbeitete an der Erstellung und Herausgabe International Tables for Crystallography mit und war von 1972 bis 2009 Vorsitzender der „International Tables“-Kommission. Für die Neuauflage des Band A der International Tables (in erster Auflage 1983 erschienen) verfasste er den Abschnitt Punktgruppen und Symmetrieklassen.
Ab 1981 war er Mitglied des Executive Committee der International Union of Crystallography. Von 1982 bis 1984 war Hahn Vorsitzender der Deutschen Mineralogischen Gesellschaft und von 1984 bis 1987 Präsident der International Union of Crystallography.
Theo Hahn war verheiratet und hinterließ bei seinem Tod seine Frau, einen Sohn und drei Enkel.

## Ehrungen
1997 erhielt Hahn die Abraham-Gottlob-Werner-Medaille und 2001 die Carl-Hermann-Medaille. 1997 wurde er Ehrenmitglied der Deutschen Gesellschaft für Kristallographie.